# Athyrium flabellulatum
Athyrium flabellulatum là một loài thực vật có mạch trong họ Woodsiaceae. Loài này được (C.B. Clarke) Tardieu miêu tả khoa học đầu tiên năm 1932.